# Trzylatków Mały
Trzylatków Mały – część wsi Trzylatków Duży w Polsce, położona w województwie mazowieckim, w powiecie grójeckim, w gminie Błędów.
W latach 1975–1998 Trzylatków Mały należał administracyjnie do województwa radomskiego.